# Spis treści

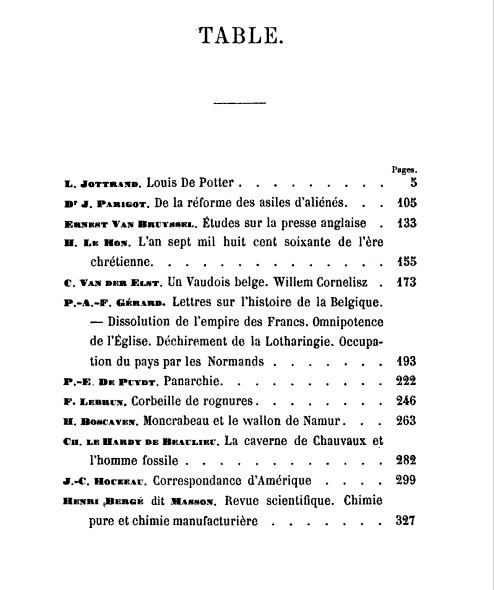
Spis treści w książce XIX-wiecznej

Spis treści – zestawienie tytułów i śródtytułów rozmaitego szczebla, wyróżniających rozdziały i podrozdziały, ujęte w postaci oddzielnego wykazu, najczęściej na osobnej stronie, pełniące rolę podstawowego przewodnika po zawartości dokumentu.
W programach komputerowych, takich jak procesory tekstu czy programy do składu i łamania, tworzenie spisów treści jest w wysokim stopniu zautomatyzowane i polega na samoczynnym zebraniu przez edytor wszystkich fragmentów tekstu pełniących rolę tytułów i śródtytułów i umieszczeniu zestawienia w miejscu wskazanym przez autora dokumentu. Najczęściej tworzenie spisu treści opiera się na stylach wyróżnionych jako tytuły. Lista tytułów jest hierarchicznie uporządkowana i opatrzona numerami stron, na których te tytuły się pojawiają.
Istotne znaczenie w procesie tworzenia spisu treści ma możliwość automatycznego aktualizowania spisu treści za każdym razem, gdy zmieni się zawartość tytułu lub śródtytułu oraz jego położenie w dokumencie. Po wydaniu polecenia aktualizacji program komputerowy generuje na nowo spis. Pozwala to zachować pełną aktualność spisu po wprowadzeniu poprawek i uzupełnień w dokumencie.